# 2700 (historieta)
2700 es un cómic italiano en formato serie adscrito al género fantástico creado por Manfredi Toraldo más conocido como MANf —trama, personajes, guiones y ambientación— y Ugo Verdi —diseño de los personajes, portadas e ilustraciones— que incluye un fuerte componente tecnológico influenciado por las novelas Darkover y la saga japonesa The Five Star Stories.

## Historia
La creación de esta serie se remonta a 1992, aunque el primer número titulado Un Nuovo Mondo se lanzó en 1994 a través de la casa editorial Antropos con ocasión de los Perugia Comics; la historieta se convierte en una producción independiente con una inmediata reimpresión del mismo número —que se agotó en poco tiempo— por parte de ediciones Piuma Blu. Desde entonces, tal editorial continúa la saga en formato cómic distribuyéndola principalmente en Turín y sus alrededores, lugar de origen de los autores y la sede de la editorial fundada por ellos. Después de publicar los siete primeros números de la serie, esta se detiene para iniciar la reimpresión de todos los números con el fin de destinarlos al mercado masivo a nivel nacional.
Paralelo al proceso de reimpresión, la editorial lanzó una serie de especiales que contenían relatos inéditos no destinados al mercado de los cómics, aunque su formato estaba claramente dirigido al público de lectores Bonelli; los libros contenían 96 páginas con un tamaño apenas más pequeño que el ancho típico de la editorial en Milán —15,5 × 21 cm versus los 16 × 21 cm de Bonelli—.
Las ediciones de Piuma Blu alcanzaron a 13 especiales breves —de 16 a 32 páginas—, diez libros de la serie regular —con 96 páginas cada uno, excepto el número uno, que tuvo ocho páginas más—, un número cero con 80 páginas —que fue contra de la corriente, dado que normalmente los «número 0» eran cortos— y un especial de grandes dimensiones — A4 - 21 × 29,7 cm— y ocho reimpresiones completas.
Tras el cierre de Piuma Blu debido a problemas internos, algunos artistas que estuvieron involucrados en el proyecto anterior, fundaron Edizioni Orione, que publicó diez libros de 32 páginas que en vez de capítulos incluyó breves historias diseñadas para la serie regular de 96 páginas, lo que dirigió la saga hacia un final ideal en concordancia con la intención que tenía Toraldo para el primer ciclo narrativo.

## Números

### Serie regular
| Nr.      | Título                                         | Fecha de publicación | Guion            | Diseño                                                                        | Casa editorial   | Páginas |
| -------- | ---------------------------------------------- | -------------------- | ---------------- | ----------------------------------------------------------------------------- | ---------------- | ------- |
| 0        | Un nuovo mondo                                 | marzo de 1994        | Manfredi Toraldo | Luciano Salese, Antonio Lapone, Franco Cersosimo, Fulvio Bisca, Claudio Bisca | Antropos         | 80      |
| 0 reimp. | Un nuovo mondo                                 | noviembre de 1994    | Manfredi Toraldo | Luciano Salese, Antonio Lapone, Franco Cersosimo, Fulvio Bisca, Claudio Bisca | Grafiche Duemila | 80      |
| 1        | Un nuovo compagno                              | noviembre de 1995    | Manfredi Toraldo | Ugo Verdi                                                                     | Piuma Blu        | 112     |
| 2        | Gearing Makers                                 | diciembre de 1995    | Manfredi Toraldo | Emanuele Manfredi                                                             | Piuma Blu        | 96      |
| 3        | Il prezzo del potere                           | enero de 1996        | Manfredi Toraldo | Mara Aghem                                                                    | Piuma Blu        | 96      |
| 4        | Simboli di comando                             | febrero de 1996      | Manfredi Toraldo | Claudio Bisca                                                                 | Piuma Blu        | 96      |
| 5        | Conflitti                                      | mayo de 1996         | Manfredi Toraldo | Tiziano Scanu                                                                 | Piuma Blu        | 96      |
| 6        | Il signore delle montagne                      | junio de 1996        | Manfredi Toraldo | Roberto Fabbretti                                                             | Piuma Blu        | 96      |
| 7        | I mastini celesti                              | julio de 1996        | Manfredi Toraldo | Emanuele Manfredi                                                             | Piuma Blu        | 96      |
| 1 reimp. | Un nuovo compagno                              | marzo de 1997        | Manfredi Toraldo | Ugo Verdi                                                                     | Piuma Blu        | 112     |
| 2 reimp. | Gearing Makers                                 | abril de 1997        | Manfredi Toraldo | Emanuele Manfredi                                                             | Piuma Blu        | 96      |
| 3 reimp. | Il prezzo del potere                           | mayo de 1997         | Manfredi Toraldo | Mara Aghem                                                                    | Piuma Blu        | 96      |
| 4 reimp. | Simboli di comando                             | junio de 1997        | Manfredi Toraldo | Claudio Bisca                                                                 | Piuma Blu        | 96      |
| 5 reimp. | Conflitti                                      | julio de 1997        | Manfredi Toraldo | Tiziano Scanu                                                                 | Piuma Blu        | 96      |
| 6 reimp. | Il signore delle montagne                      | septiembre de 1997   | Manfredi Toraldo | Roberto Fabbretti                                                             | Piuma Blu        | 96      |
| 7 reimp. | I mastini celesti                              | octubre de 1996      | Manfredi Toraldo | Emanuele Manfredi                                                             | Piuma Blu        | 96      |
| 8        | Alieni                                         | noviembre de 1997    | Manfredi Toraldo | Mara Aghem                                                                    | Piuma Blu        | 96      |
| 9        | Il lungo sguardo del leone                     | diciembre de 1997    | Manfredi Toraldo | Claudio Bisca                                                                 | Piuma Blu        | 96      |
| 10       | Sebastian                                      | enero de 1998        | Manfredi Toraldo | Giovanni Crivello                                                             | Piuma Blu        | 96      |
| 11       | Loup Garou – Atto I                            | febrero de 2000      | Manfredi Toraldo | Michela Da Sacco                                                              | Orione           | 32      |
| 12       | Loup Garou – Atto II                           | mayo de 2000         | Manfredi Toraldo | Roberto Graziano                                                              | Orione           | 32      |
| 13       | Loup Garou – Atto III                          | julio de 2000        | Manfredi Toraldo | Roberto Graziano, Creimpiano Spadavecchia                                     | Orione           | 32      |
| 14       | Il giorno del Golem                            | septiembre de 2000   | Manfredi Toraldo | Roberto Pelle                                                                 | Orione           | 32      |
| 15       | Vassago! Colui che Ritorna – Atto I            | noviembre de 2000    | Manfredi Toraldo | Pietro Digiampietro                                                           | Orione           | 32      |
| 16       | Vassago! Colui che Ritorna – Atto II           | marzo de 2001        | Manfredi Toraldo | Pietro Digiampietro                                                           | Orione           | 32      |
| 17       | Vassago! Colui che Ritorna – Atto III – Pietre | mayo de 2001         | Manfredi Toraldo | Pietro Digiampietro, Tiziano Scanu                                            | Orione           | 32      |
| 18       | La caduta degli eroi – Atto I                  | julio de 2001        | Manfredi Toraldo | Emanuele Manfredi, Roberto Pelle, Tiziano Scanu                               | Orione           | 32      |
| 19       | La caduta degli eroi – Atto II                 | septiembre de 2001   | Manfredi Toraldo | Rossana La Bella, Roberto Pelle                                               | Orione           | 32      |
| 20       | La caduta degli eroi – Atto III                | abril de 2002        | Manfredi Toraldo | Paolo Armitano, Roberto Pelle                                                 | Orione           | 32      |

### Serie especial
| Título                                    | Fecha de publicación | Guion                                | Diseño                                                                                      | Notas                                                                                           |
| ----------------------------------------- | -------------------- | ------------------------------------ | ------------------------------------------------------------------------------------------- | ----------------------------------------------------------------------------------------------- |
| Vittime Sacrificali                       | febrero de 1995      | Manfredi Toraldo                     | Claudio Bisca, Emanuele Manfredi, Marco Corbella                                            | Edición especial de Torino Comics, 32 páginas                                                   |
| -                                         | marzo de 1995        | Manfredi Toraldo                     | Emanuele Manfredi, Ugo Verdi, Mara Aghem                                                    | Edición especial de Lucca Comics, 16 páginas                                                    |
| Pietre                                    | febrero de 1996      | Manfredi Toraldo                     | Ugo Verdi                                                                                   | Edición especial de Torino Comics, 16 páginas                                                   |
| Delirio                                   | mayo de 1996         | Manfredi Toraldo                     | Roberto Graziano                                                                            | Edición especial del Festival de la historieta de Milán, 16 páginas                             |
| Dietro il sipario                         | septiembre de 1996   | -                                    | David Messina, Emanuele Manfredi, Paolo Rotelli, Roberto Graziano, Tiziano Scanu, Ugo Verdi | Recopilación de estudios y bocetos. Edición especial de Comiconvention di Milano, 16 páginas    |
| I paladini                                | octubre de 1996      | Manfredi Toraldo                     | Pietro Di Giampietro, Paolo Rotelli                                                         | Panoplia, Edición especial de Lucca Comics, erróneamente titulado Dietro il sipario, 32 páginas |
| L’Inclito Concilio – Il Gioco delle Parti | enero de 1997        | Manfredi Toraldo                     | David Messina                                                                               | Panoplia, Edición especial de Novegro Fumetto, 32 páginas                                       |
| Made – Senza Nome                         | febrero de 1997      | Manuela Pessina, Manfredi Toraldo    | Mara Aghem, Pietro Di Giampietro, Emanuele Manfredi                                         | Panoplia, 32 páginas                                                                            |
| I Pirati del Mare Settentrionale          | marzo de 1997        | Manfredi Toraldo                     | Roberto Fabbretti                                                                           | The Yumì Saga I, 32 páginas                                                                     |
| Il Giorno in cui gli Eroi...              | abril de 1997        | Manfredi Toraldo                     | Roberto Graziano                                                                            | The Yumì Saga II, 32 páginas                                                                    |
| La Cattedrale di Fiamme                   | mayo de 1997         | Manfredi Toraldo                     | Roberto Pelle                                                                               | The Yumì Saga III, 32 páginas                                                                   |
| Un Soffio di Vento                        | junio de 1997        | Manuela Pessina                      | Giovanni Crivello                                                                           | The Yumì Saga IV, 32 páginas                                                                    |
| Novelle                                   | julio de 1997        | Riccardo Borgogno - Manfredi Toraldo | Roberto Graziano - Nicola Carabetta                                                         | 32 páginas                                                                                      |
| Epistola – Prigioni – Delirio             | septiembre de 1997   | Manfredi Toraldo                     | Fulvio Bisca, Claudio Bisca, Roberto Graziano                                               | Reimpresión de dos relatos del número cero y Delirio, formato A4, 32 páginas                    |